# هاريس ألسويرث
هاريس ألسويرث (بالإنجليزية: Harris Ellsworth)‏ هو سياسي أمريكي، ولد في 17 سبتمبر 1899 في الولايات المتحدة، وتوفي في 7 فبراير 1986 في نفس البلد. حزبياً، نشط في الحزب الجمهوري. وقد انتخب عضو مجلس ولاية أوريغون (1941 – 1941) وانتخب عضو مجلس النواب الأمريكي.